# Шабердинское (сельское поселение)
Шабердинское — упразднённое муниципальное образование со статусом сельского поселения в составе Завьяловского района Удмуртии.
Административный центр — деревня Шабердино.
Образовано в 2005 году в результате реформы местного самоуправления.
25 июня 2021 года упразднено в связи с преобразованием муниципального района в муниципальный округ.

## Географические данные
Находится на севере района, граничит:
- на западе с Люкским сельским поселением
- на юге с Подшиваловским сельским поселением
- на востоке с Вараксинским сельским поселением и территорией, подчинённой мэрии Ижевска
- на севере с Якшур-Бодьинским районом

По территории поселения протекают реки Пестовка, Лесной, Люк, Чужьяловка.

## История
Шабердинский сельсовет Советской волости с центром в деревне Шабердино был образован в 1924 году. В 1929 году он входит во вновь образованный Ижевский район. В 1965 году его включают в Завьяловский район. В 1991 году от него отделяется Вараксинский сельсовет.
В 1994 сельсовет преобразуется в Шабердинскую сельскую администрацию, а в 2005 в Муниципальное образование «Шабердинское» (сельское поселение).

## Население
| 2010  | 2012  | 2013  | 2014  | 2015  | 2016  | 2017  |
| ----- | ----- | ----- | ----- | ----- | ----- | ----- |
| 2149  | ↗2165 | ↗2244 | ↘2225 | ↗2267 | ↗2340 | ↗2395 |
| 2018  | 2019  | 2020  |       |       |       |       |
| ↘2356 | ↘2331 | ↘2326 |       |       |       |       |

## Населенные пункты
| Название      | Тип населённого пункта          | Население 2014 год | Почтовый индекс | ОКАТО          |
| ------------- | ------------------------------- | ------------------ | --------------- | -------------- |
| Шабердино     | Деревня, административный центр | ↗988               | 427015          | 94 216 850 001 |
| Люкшудья      | Деревня                         | ↗15                | 427026          | 94 216 850 004 |
| Старый Сентег | Деревня                         | ↘125               | 427015          | 94 216 850 002 |
| Чужьялово     | Деревня                         | ↗57                | 427015          | 94 216 850 003 |
| Люкшудья      | Село                            | ↗912               | 427026          | 94 216 850 011 |
| Пестовка      | Деревня                         | ↗13                | ?               | 94 216 850 012 |
| Майский       | Починок                         | ↗28                | 427015          | 94 216 850 005 |
| Михайловский  | Починок                         | ↗14                | 427015          | 94 216 850 006 |
| Вознесенский  | Починок                         | ↘13                | 427015          | 94 216 850 007 |

На территории сельского поселения находятся садоводческие некоммерческие товарищества Липки, Андан, Шабердинка, Нити, Экспресс и строительный кооператив Орион.

## Экономика
- ООО СХК "Леон"
- филиал ГП «Удмуртлеспром» - Люкшудьинский ЛПХ
- ООО "Вадим"
- Люкшудьинское лесничество
- ООО ПФ "Стройлес"
- ИП Наймушин
- ИП Кудрина
- ИП Майорова
- Площадь сельхозугодий: 29 км²

## Объекты социальной сферы
- МОУ "Шабердинская средняя общеобразовательная школа"
- МОУ "Люкшудьинская основная общеобразовательная школа"
- 2 детских сада
- 4 фельдшерско-акушерских пункта
- МУЧ «Культурный комплекс "Шабердинский"»
- 2 клуба